# Bibliotéka emlékérem
A 3/1999. (II. 24.) sz. NKÖM rendelet 20/A. § (1) bekezdése alapján  Bibliotéka emlékérem azoknak a könyvtárosoknak adományozható állami kitüntetés, akik irányító, elméleti vagy gyakorlati munkájukkal jelentős mértékben hozzájárultak a magyar könyvtári kultúra fejlődéséhez.
A díjat évente, január 22-én, a Magyar Kultúra Napján, tíz személy kaphatja. (Első ízben 2004 januárjában ítélték oda.)
A kitüntetett adományozást igazoló okiratot és érmet kap.
Az érem kerek alakú, bronzból készült, átmérője nyolcvan, vastagsága nyolc milliméter. Az érem Pató Róza szobrászművész alkotása, egyoldalas, és „BIBLIOTÉKA EMLÉKÉREM” felirattal van ellátva.

## Díjazottak

### 2004
- Bobokné Belányi Beáta (a felsőfokú könyvtárosképzésben végzett több évtizedes kiemelkedő munkásságáért)
- Dézsi Lajosné (a Békés Megyei Könyvtár zenei könyvtárában a zenei kultúra terjesztéséért végzett szakmai munkájáért)
- Hajnal Jenő, a zentai Thurzó Lajos Közművelődési Központ Könyvtárának munkatársa (a délvidéki magyar kulturális élet érdekében kifejtett eredményes intézményszervezői és magas színvonalú szakmai tevékenységéért)
- Kertész Károly, a Tapolcai Városi Könyvtár igazgatója (a városi könyvtárak új szerepkörének kialakításában végzett több évtizedes munkájáért)
- Köbölkuti Katalin (a Berzsenyi Dániel Megyei Könyvtárban végzett meghatározó szakmai tevékenységéért)
- Pap Miklósné Angyal Ágnes (a debreceni Méliusz Juhász Péter Megyei Könyvtár könyvtárosaként végzett oktatói, oktatásszervezői és tankönyvírói munkásságáért)
- Pifkóné Rácz Ágnes, a Könyvtári Intézet Könyvtártudományi Szakkönyvtár vezetője (a Könyvtári Intézet szakkönyvtárában a könyvtári és információs szakirodalom gyűjtése és szolgáltatása terén országosan elismert tevékenységéért)
- Sántha Tiborné (a Fővárosi Szabó Ervin Könyvtár Budapest Gyűjteményében végzett több évtizedes bibliográfusi munkásságáért)
- Sipos Csaba (a Kaposvári Megyei és Városi Könyvtárban végzett meghatározó szakmai tevékenységéért)
- Sohajdáné Bajnok Katalin (az egri Bródy Sándor Megyei és Városi Könyvtár szakmai korszerűsítése érdekében kifejtett munkásságáért)

### 2005
- Büky Béláné, az MTA Könyvtára osztályvezetője
- Czinkné Bükkösdi Valéria, a Kaposvári Megyei és Városi Könyvtár osztályvezetője
- Haraszti Pálné, az Országgyűlési Könyvtár osztályvezetője
- Háry Péterné, a Bács-Kiskun Megyei Katona József Könyvtár (Kecskemét) szolgáltatási egysége vezetője
- Kovács Emil, a Devecseri Városi Könyvtár címzetes igazgatója
- Lakatos András, az Országos Széchényi Könyvtár tudományos kutatója
- Müller Róbertné, a keszthelyi Fejér György Városi Könyvtár igazgatója
- Sipos Márta, az Országos Széchényi Könyvtár főosztályvezető-helyettese
- Szentesi Jánosné, a miskolci II. Rákóczi Ferenc Megyei Könyvtár osztályvezetője
- Tőzsér Istvánné, az egri Bródy Sándor Megyei és Városi Könyvtár  osztályvezetője

### 2006
- Arató Antal (az elmúlt huszonöt évben végzett kiemelkedő szakmai és intézményvezetői munkájának elismeréseként)
- Domsa Károlyné (kiemelkedő szakmai munkásságáért, az MTA Könyvtárának vezetőjeként végzett tevékenységéért)
- Hopp Győzőné (a kötelespéldány-szolgálat osztályvezetőjeként végzett kiemelkedő szakmai munkájáért)
- Hubay László (Borsod-Abaúj-Zemplén megye könyvtárügyéért végzett kiemelkedő szakmai munkájáért)
- Kiss Józsefné (a miskolci városi könyvtári hálózat fejlesztéséért és helyismereti tevékenységéért)
- Ormosi Anikó (az egyetemi oktatást segítő elkötelezett könyvtárosi tevékenységéért)
- Pataki Miklósné (az egri Bródy Sándor Megyei és Városi Könyvtár olvasószolgálatában végzett több évtizedes kiemelkedő munkájáért, a város életében végzett kulturális tevékenységéért)
- Sóron László (a Fővárosi Szabó Ervin Könyvtár szervezeti és szakmai megújításában végzett munkájáért)
- Tóth Istvánné, Környei Márta (az Országos Pedagógiai Könyvtár és Múzeum szakmai irányításában végzett eredményes tevékenységéért és magas színvonalú oktatói munkásságáért)
- Vasas Lívia (a magyar orvosi könyvtárügyért végzett kiemelkedő tevékenységéért)

### 2007
- Bánfalvi Lászlóné, az ózdi Városi Könyvtár igazgatója (a modellértékű kistérségi könyvtári ellátás megszervezéséért)
- Beck Ivánné, az Országos Széchényi Könyvtár nyugalmazott könyvtárosa (több évtizedes bibliográfiai tevékenységéért és a hungarika kutatás terén kifejtett munkásságáért)
- Biczák Péter, a szentendrei Pest Megyei Könyvtár igazgatója (a fiatal könyvtárosnemzedék támogatása és a magyar könyvtárosság hivatástudatának elmélyítése érdekében végzett több évtizedes szervező tevékenységéért)
- Dán Krisztina, a Fővárosi Pedagógiai Intézet nyugalmazott könyvtárosa (a magyar iskolai könyvtárak fejlesztéséért, az iskolai könyvtárügyben kifejtett több évtizedes tevékenységéért)
- Győrfi Csabáné, a Pécsi Városi Könyvtár igazgató-helyettese (a városi könyvtár korszerűsítéséért végzett tevékenységéért)
- Keveházi Katalin, a Szegedi Tudományegyetem Egyetemi Könyvtár osztályvezetője (a könyvtári katalogizálás automatizálása és a régi könyvek tudományos feltárása érdekében végzett kiemelkedő munkájáért)
- Koltay Klára, a Debreceni Egyetemi és Nemzeti Könyvtár főigazgató-helyettese (az Országos Dokumentum-ellátási Rendszer lelőhely nyilvántartó adatbázisának kidolgozásáért és folyamatos fejlesztéséért)
- Lukács Zsuzsanna, az Országos Idegennyelvű Könyvtár osztályvezetője (a nemzetiségi könyvtári ellátás területén végzett kiváló szakmai munkájáért)
- Poós Lászlóné Schmidt Veronika, a Budapesti Gazdasági Főiskola Vendéglátóipari és Idegenforgalmi Főiskolai Kar Elektronikus Könyvtár vezetője (kiemelkedő szakmai munkája elismeréséért)
- Szilágyi Sándorné Zsigó Judit, a miskolci II. Rákóczi Ferenc Megyei Könyvtár igazgatóhelyettese (Borsod-Abaúj-Zemplén megye könyvtárügyének koordinálásáért, a települési könyvtárak korszerűsítéséért)

### 2008
- Csirmazné Cservenyák Ilona, a mezőkövesdi Városi Könyvtár igazgatója
- Dékány Zoltánné, a lakiteleki Községi Könyvtár vezetője
- Hölgyesi Györgyi, az Országos Széchényi Könyvtár Könyvtári Intézet osztályvezetője
- Kovács Éva, a Fővárosi Szabó Ervin Könyvtár Dél-pesti Régió igazgatója
- Körmendy Kinga, a Magyar Tudományos Akadémia Könyvtárának tudományos munkatársa
- Moldován István, az Országos Széchényi Könyvtár osztályvezetője
- Radnai Margit, az Országos Idegennyelvű Könyvtár munkatársa
- Szabó Jánosné Taczman Mária, a jászberényi Városi Könyvtár és Információs Központ igazgatója
- Venyigéné Makrányi Margit, a miskolci II. Rákóczi Ferenc Megyei Könyvtár igazgatója
- Vraukóné Lukács Ilona, a nyíregyházi Móricz Zsigmond Megyei és Városi Könyvtár könyvtárosa

### 2009
- Bánhegyi Zsolt, a Magyar Tudományos Akadémia Könyvtárának osztályvezetője (a Magyar Tudományos Akadémia Könyvtárában végzett több évtizedes és a magyar könyvtári kultúra fejlődése érdekében kifejtett elméleti és gyakorlati munkájáért)
- Berényi Ernőné, a Debreceni Egyetemi és Nemzeti Könyvtár Társadalomtudományi Könyvtárának vezetője (magas színvonalú bibliográfiai munkásságáért és a Debreceni Egyetem Közgazdaságtudományi Kara könyvtárának kialakításában és működtetésében kifejtett munkájáért)
- Gál Józsefné a Móricz Zsigmond Megyei és Városi Könyvtár osztályvezetője (zenei könyvtárosi munkásságáért és a Móricz Zsigmond könyvtár minőségelvű szolgáltatásainak kialakításában végzett tevékenységéért)
- Horváthné Jakubecz Ilona, a Fővárosi Szabó Ervin Könyvtár Budai-régió igazgatója (a Fővárosi Szabó Ervin Könyvtár stratégiai fejlesztési koncepcióinak kidolgozásában és megvalósításában való részvételéért, valamint a tagkönyvtárak szolgáltatásainak fejlesztéséért)
- Huszár Katalin, a Honvédelmi Minisztérium Kommunikációs és Toborzó Főosztály munkatársa (a honvédségi könyvtárak korszerűsítéséért végzett kimagasló munkájáért)
- Lovászné Vona Katalin, az Országos Széchényi Könyvtár osztályvezető-helyettese (a nemzeti könyvtár gyűjteményének fejlesztésében végzett kimagasló munkájáért)
- Márkus Julianna, a Széchenyi István Egyetem Egyetemi Könyvtár nyugalmazott igazgatója (Győr közkönyvtárában, majd felsőoktatási könyvtárában kifejtett jelentős tevékenységéért)
- Pádár Lászlóné Tóth Olga, a Nyitott Könyv Olvasókör Egyesület – TEMI Könyvtár vezetője (Nógrád megye könyvtári ellátásában, illetve az országos és a helyi könyvtáros szakmai szervezetekben végzett több évtizedes kimagasló szakmai munkájáért)
- Szeli Valéria, az Országos Széchényi Könyvtár osztályvezetője (a nemzeti könyvtár tájékoztató szolgálatában végzett kiváló felkészültségű és szolgálatkész munkájáért)
- Szepesi Hajnal nyugdíjas könyvtárostanár (több évtizedes kiemelkedő iskolai könyvtárosi és könyvtárostanári munkájáért)

### 2010
- Bajnok Lászlóné, a Nyíregyházi Főiskola Központi Könyvtár és Szakirodalmi Információs Központ könyvtárosa
- Bendur Istvánné, a Piliscsévi Községi Könyvtár könyvtárosa
- Bihari Albertné, a nyíregyházi Móricz Zsigmond Megyei és Városi Könyvtár igazgató-helyettese
- Faragó Tiborné, a kecskeméti Katona József Megyei Könyvtár helyismereti gyűjteménye vezetője
- Fátrai Erzsébet Márta, a tatabányai József Attila Megyei Könyvtár könyvtárosa
- Fülöp Lászlóné, a székesfehérvári Aranybulla Könyvtár Alapítvány elnöke
- Horváth-Varga Margit, a csongrádi Csemegi Károly Könyvtár és Információs Központ igazgatója
- Szabó Ferenc, az Országos Széchényi Könyvtár- Könyvtári Intézete könyvtárosa
- Szalai Gáborné, a százhalombattai Hamvas Béla Városi Könyvtár igazgatója
- Szigethy Magdolna, a Nyugat-magyarországi Egyetem Benedek Elek Pedagógiai Kar Könyvtárának volt vezetője

### 2011
- Babákné Kálmán Marianna, a Fővárosi Szabó Ervin Könyvtár kölcsönzési és raktári osztályvezetője
- Csillag Katalin, az Országos Széchényi Könyvtár fénykép- és fotóművészeti tár osztályvezetője
- Egyházy Tiborné Valló Márta, a Pannon Egyetem Egyetemi Könyvtár és Levéltár könyvtári főtanácsosa, kiadóvezető
- Jehoda Imola, a Semmelweis Egyetem Egészségtudományi Kar Könyvtára könyvtárvezetője
- Komlósi József, a székesfehérvári Városi Könyvtár könyvtárosa
- Kovács Katalin, az Országos Széchényi Könyvtár Könyvtári Intézet Könyvtári Figyelő című folyóiratának szerkesztője
- Rába Tamás, a nyíregyházi Móricz Zsigmond Megyei és Városi Könyvtár nyugalmazott könyvtárigazgató-helyettese
- Sándor Ákos, a Szegedi Tudományegyetem Egyetemi Könyvtára informatikus osztályvezetője
- Szerafinné Szabolcsi Ágnes, a Nyíregyházi Főiskola Természettudományi és Informatikai Karának főiskolai docense
- Tokaji Nagy Erzsébet, az Országos Széchényi Könyvtár Tájékoztató Osztályának főkönyvtárosa

### 2012
- Blaskóné Majkó Katalin, a Magyar Képzőművészeti Egyetem Egyetemi Könyvtár, Levéltár és Képzőművészeti Gyűjtemény főigazgatója
- Danku György, az Országos Széchényi Könyvtár tudományos kutatója
- Fülöp Ágnes, a Központi Statisztikai Hivatal Könyvtár tudományos titkára
- Kraus Sándorné Soldos Katalin, az Óbudai Múzeum és Könyvtár olvasószolgálat-vezetője
- Melykóné Tőzsér Judit, a hatvani Kodály Zoltán Általános Iskola könyvtáros tanára
- Mitróné Kádár Éva, a krasznokvajdai Községi Könyvtár vezetője
- Sasváry Zoltánné, az MTA Zenetudományi Intézet Zenetudományi Szakkönyvtár vezetője
- Szatmári Istvánné, a Fővárosi Szabó Ervin Könyvtár nyugalmazott könyvtárvezetője
- Varga Éva, a Beregszászi Járás Központosított Könyvtárhálózat igazgatója
- Vaskeba Katalin, a Nagyszőlősi Járási Központosított Könyvtárhálózat igazgatója